# Road of Resistance
Road of Resistance è un singolo del gruppo musicale giapponese Babymetal, pubblicato nel 2015 ed estratto dagli album Babymetal (versione internazionale) e Metal Resistance.

## Tracce
- Download digitale

1. Road of Resistance – 5:19